# Christine Maria Grafinger
Christine Maria Grafinger (* 25. Februar 1953 in Vöcklabruck) ist eine österreichische Historikerin und Archivarin. Sie leitete als erste Frau im Vatikan die Handschriftensammlung der Vatikanischen Bibliothek.

## Leben
Christine Maria Grafinger absolvierte ein Lehramtsstudium in Geschichte, Geographie und Französisch an der Universität Salzburg und ein Doktoratsstudium, das sie 1980 bei Fritz Fellner mit dem Thema Frankreich zur Zeit der Julirevolution abschloss. 
Es folgte ein Forschungsstipendium der französischen Regierung am Seminar der École des hautes études en sciences sociales bei Philippe 
Ariès sowie Arbeiten mit Emmanuel Le Roy Ladurie am Collège de France. Sie begann 1983 mit der Transkription und der Bearbeitung 
der Korrespondenz des österreichischen Außenministers Alois Lexa von Aehrenthal. Von 1988 bis 1993 arbeitete sie in einem Projekt des Fonds zur Förderung der wissenschaftlichen Forschung zum Archiv der Präfektur der Vatikanischen Bibliothek und anschließend als Bibliothekarin am Österreichischen Historischen Institut in Rom.
Ab 1996 arbeitete sie in der Vatikanischen Bibliothek, ab 1. Februar 1997 in der Handschriftenabteilung und war für deren Archiv zuständig. 2004 habilitierte sie sich an der Universität Salzburg im Fach Neue Geschichte unter besonderer Berücksichtigung der Bibliotheksgeschichte. Sie wurde 2009 zur leitenden Archivarin der Handschriftensammlung der Vatikanischen Bibliothek befördert. Grafinger war die erste Frau im Vatikan.
2018 trat sie in den Ruhestand. Papst Franziskus ernannte sie 2022 zum Mitglied des Päpstlichen Komitees für Geschichtswissenschaften.

## Auszeichnungen
- 1984: Theodor-Körner-Preis für Arbeiten zur österreichischen Balkanpolitik
- 1997: Österreichisches Ehrenkreuz für Wissenschaft und Kunst I. Klasse der Republik Österreich.

## Schriften (Auswahl)
- Die Ausleihe vatikanischer Handschriften und Druckwerke (1563–1700). 1994, ISBN 88-210-0653-0.
- Beiträge zur Geschichte der Biblioteca Vaticana. 1997, ISBN 88-210-0668-9.
- Die Ausleihe vatikanischer Handschriften und Druckwerke 18. Jahrhundert
  - Teil 1: Biblioteca Vaticana . 2002, ISBN 88-210-0733-2
  - Teil 2: Archivo secreto. 2002, ISBN 88-210-0738-3.
- gem. m. Franz Adlgasser: Aus dem Nachlass Aehrenthal: Briefe und Dokumente zur österreichisch-ungarischen Innen- und Aussenpolitik 1885 - 1912; in 2 Teilen. Neugebauer,  Graz 1994, ISBN 978-3-85376-055-0.